# لارنس کار
لارنس کار (انگلیسی: Laurence Carr; ۱۴ آوریل ۱۸۸۶ – ۱۵ آوریل ۱۹۵۴) فرد نظامی اهل بریتانیا بود. وی همچنین برندهٔ جوایزی همچون نشان حمام و نشان امپراتوری بریتانیا شده‌است.